# Anders Lindgren (politiker)
Anders Lindgren (i riksdagen kallad Lindgren i Dingelvik), född 30 oktober 1874 i Leksands församling, död där 3 mars 1941, var en svensk lantbrukare och politiker (bondeförbundare). 
Lindgren var lantbrukare i Dingelvik och var riksdagsledamot i andra kammaren från 1921, invald i Älvsborgs läns norra valkrets. Han skrev 51 egna motioner främst om jordbruk och förhållanden inom statsförvaltningen. Exempelvis var garanti för mjölkpris, minskning av statsdepartementens antal och höjning av statliga befattningshavares pensionsålder, minskning av statsdepartementens antal och höjning av statliga befattningshavares pensionsålder. Lindgren avled under ett besök i Dalarna och är begravd på Leksands kyrkogård.